# ヨーゼフ・フランツ・フォン・エスターライヒ
ヨーゼフ・フランツ・フォン・エスターライヒ（ドイツ語: Erzherzog Josef Franz von Österreich, 1895年3月28日 - 1957年9月25日）は、オーストリア＝ハンガリー（二重帝国）の皇族・軍人、戦間期ハンガリー王国の政治家・文筆家。ハプスブルク家のハンガリー分家出身。

## 生涯

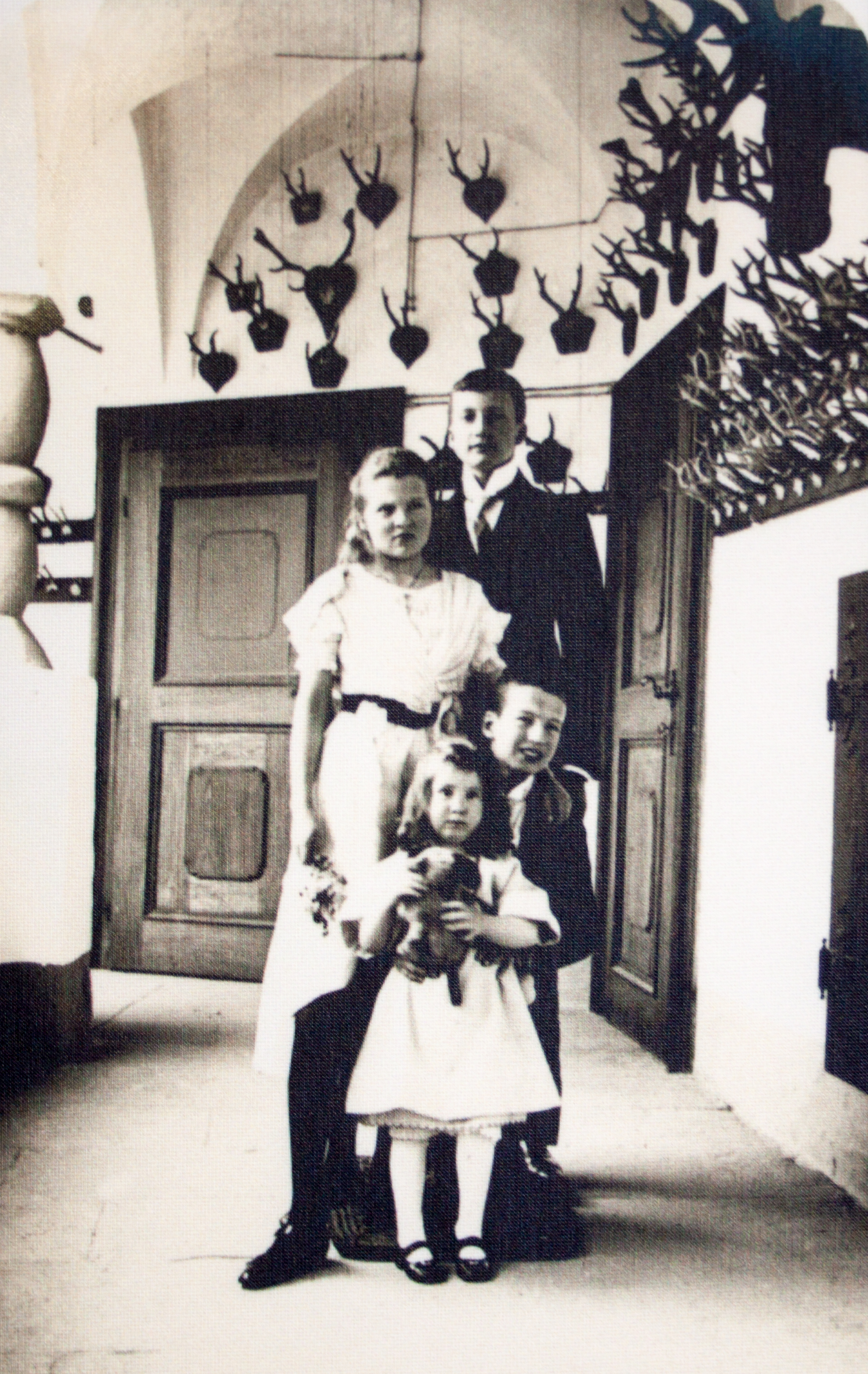
ヨーゼフ・フランツ（一番奥）と弟妹、アルチュート城、1911年

オーストリア大公ヨーゼフ・アウグストと妻のバイエルン王女アウグステの長男。洗礼名はヨーゼフ・フランツ・レオポルト・アントン・イグナティウス・マリア（Josef Franz Leopold Anton Ignatius Maria）。ハンガリー宮中伯ヨーゼフ・アントン大公の曽孫で、母方の祖母ギーゼラを通じてオーストリア皇帝フランツ・ヨーゼフ1世の曽孫でもある。先祖伝来の所領アルチュートで少年時代を送った。成長するとブダペストのカトリック系中等教育学校に通い、ブダペスト大学に入学し法律学を専攻した。最終的にはハンガリー軍のエリート制服組士官養成校ルドヴィカ軍事アカデミーで学んだ。
1915年、20歳で志願兵となり二重帝国陸軍第7驃騎兵連隊「ヴィルヘルム2世」所属の士官候補生として従軍。第一次世界大戦中の数々の戦いに参加し、アルトゥール・アルツ・フォン・シュトラウセンブルク、スヴェトザル・ボロイェヴィッチ両元帥の司令部付き将校を務めた。その勇敢さを認められて騎兵大尉に昇進する。終戦時はハンガリー国内に駐屯しており、そのまま故郷アルチュートに戻る。
1919年、ハンガリー革命の結果ソヴィエト革命政権が誕生すると、政権によって保守派勢力に対する人質として拘束された。そして捕虜収容所に抑留され、ソヴィエト政府から「人民の敵」の罪名を着せられ死刑を宣告された。しかし、革命政権に対するイギリス王ジョージ5世の働きかけにより、1919年7月に釈放される。ソヴィエト政権崩壊後、再びブダペスト大学に通って法律の勉強を続け、1923年に法学博士号を取得する。1927年から1930年にかけ、ブダペスト工科経済大学で経済学を学び、1930年6月16日、経済学博士号をも取得している。
1924年10月4日、ジビレノルトで、元ザクセン王フリードリヒ・アウグスト3世の末娘アンナと結婚した。1927年から1945年まで、ハンガリー議会上院議員を務めたほか、戦間期のハンガリーにおける数多くの要職を提供され、高い尊敬を集めた。1927年からハンガリー・ペテーフィ文学協会の名誉会員にも名を連ねた。高い教養を積んだ人物として、文化活動にも関心が強く、いくつかの歴史書・詩集を執筆し、画家としても優れた才能を見せた。
1944年末、ナチス・ドイツに追従する矢十字党が政権を握ると、家族とともに国外に亡命。はじめ叔母の嫁ぎ先トゥルン・ウント・タクシス侯爵家の客としてレーゲンスブルクに滞在し、1948年ポルトガルに移ってポルトに居を構えた。ハンガリーは再び共産主義者の支配下に入って人民共和国政府が成立し、旧皇族たちが帰国できる政情ではなくなった。ヨーゼフ・フランツは1957年にポルトガルで死去した。遺体はドイツに移送され、シュタルンベルク湖の畔の町フェルダーフィンクの墓地に埋葬された。冷戦終結後の1992年、彼の遺体は故国ハンガリーにある一族の墓所・宮中伯家納骨堂（Palatinsgruft）に改葬された。

## 子女
妻との間に8人の子女をもうけた。

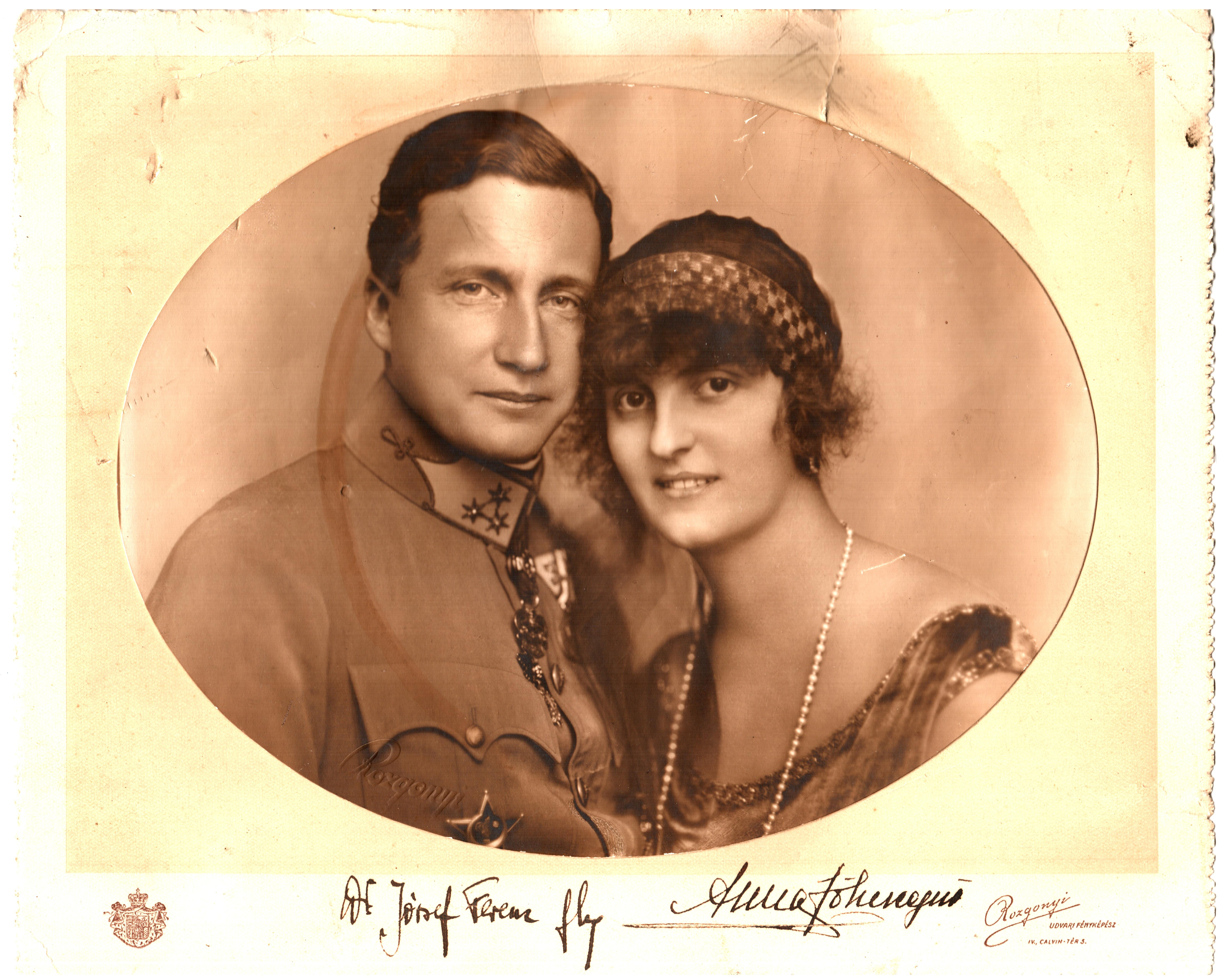
ヨーゼフ・フランツと妻アンナ・フォン・ザクセン

- マルギト（1925年 - 1979年） - 1944年、モンテレオーネ公アレクサンダー・エルバ＝オデスカルキ（スウェーデン語版）[注釈 1]と結婚（1974年離婚）
- イロナ（英語版）（1927年 - 2007年） - 1946年、メクレンブルク公ゲオルク・アレクサンダーと結婚（1974年離婚）
- アンナ・テレジア（1928年 - 1984年）
- ヨーゼフ・アールパード（1933年 - 2017年） - 1956年、レーヴェンシュタイン＝ヴェルトハイム＝ローゼンベルク侯女マリアと結婚
- イシュトヴァーン（1934年 - 2011年） - 1971年、マリア・アンダールと結婚
- マリア・キンガ（1938年 - ） - 1959年キシュ・エルネーと結婚（1974年離婚）、1988年ヨアヒム・クリーストと再婚
- ゲーザ（1940年 - ） - 1965年モニカ・デッカーと結婚（1991年離婚）、1992年エリザベス・J・カンスタッターと再婚
- ミヒャエル（イタリア語版）（1942年 - ） - 1966年、レーヴェンシュタイン＝ヴェルトハイム＝ローゼンベルク侯女クリスティアーネと結婚[注釈 2][注釈 3]

## 著書
- Magyarföld dalai （『ハンガリー語の歌』［歴史書］）、ブダペスト 1930年
- A költő és a halál （『詩人とその死』［歴史書］）、ブダペスト 1932年
- Mysterienspiel Kolumbus （『コロンブス』［伝記］） 1935年 （ハンガリーの数都市とアメリカ合衆国で出版）
- Szavak a tó fölött Versek （『湖に関する言葉』［歴史書］）、ブダペスト 1940年
- Anyák himnusza （『母への賛歌』［詩集］）、ブダペスト 1942年